# Resolution (album)
Pour les articles homonymes, voir Resolution.
Albums de Lamb of God
Wrath
(2009) VII: Sturm und Drang (en)
(2015)
Resolution est le sixième album studio du groupe Lamb Of God, sorti le 24 janvier 2012 et produit et mixé par Josh Wilbur. La principale différence avec les précédents albums est qu'ils ont commencé à l'écrire avant que la tournée précédente pour Wrath ne soit finie, se réunissant dans des chambres d'hôtel.

## Liste des chansons
1. Straight For The Sun - 2:28
2. Desolation - 3:54
3. Ghost Walking - 4:30
4. Guilty - 3:24
5. The Undertow - 4:46
6. The Number Six - 5:21
7. Barbarosa - 1:35
8. Invictus - 4:12
9. Cheated - 2:35
10. Insurrection - 4:51
11. Terminally Unique - 4:21
12. To The End - 3:49
13. Visitation - 3:59
14. King Me - 6:37